# Maude Apatow
Maude Apatow   (Los Banos i Los Angeles, 15 de desembre de 1997) és una actriu estatunidenca. Es la filla del director de cinema Judd Apatow i l'actriu Leslie Mann. Interpreta Lexi Howard a la sèrie dramàtica d'HBO Euphoria.
Va començar la seva carrera interpretant a la filla dels personatges de la seva mare en les pel·lícules del seu pare Knocked Up (2007), Funny People (2009) i This Is 40 (2012).
Apatow va obtenir més reconeixement pels seus papers a les pel·lícules Other People (2016), The House of Tomorrow (2017), Assassination Nation (2018) i The King of Staten Island (2020) i la minisèrie de Netflix Hollywood (2020).

## Primers anys
La mare d'Apatow és l'actriu Leslie Mann i el seu pare és director, productor i guionista Judd Apatow. La família del seu pare és jueva i la seva besàvia materna era d’ascendència finlandesa. Té una germana menor, Iris Apatow, que també és actriu. Va assistir a la Crossroads School, una escola privada de Santa Mònica, Califòrnia. A l’institut, Apatow va participar en musicals com Cabaret i Into the Woods. Va estudiar teatre a la Northwestern University d'Evanston, Illinois, però va abandonar la carrera després de cursar el segon any.

## Carrera

### 2005–2015
Apatow va començar a actuar a l'edat de set anys amb un paper a la pel·lícula d'humor del 2005 del seu pare Verge als 40, tot i que les seves escenes finalment no van fer el tall final de la pel·lícula. Després va aparèixer a la pel·lícula Knocked Up del 2007, que també va ser escrita, produïda i dirigida pel seu pare. Ella i la seva germana menor Iris Apatow van interpretar a Sadie i Charlotte, respectivament, les filles del personatge de la seva mare real Leslie Mann. Va tornar a aparèixer al costat de la seva germana com a filla del personatge de Mann a la pel·lícula del 2009 del seu pare Funny People, interpretant el paper de Mable. Apatow va repetir el seu paper de Knocked Up en la seqüela de del 2012 This Is 40, protagonitzada pels personatges de Mann i Paul Rudd. Per la seva interpretació a la pel·lícula com a Sadie, Apatow va ser nominada al Premi Phoenix Film Critics Society 2012 a la millor actriu jove i al Premi Young Artist 2013 a la millor interpretació d'un personatge secundari jove en un llargmetratge.
Després d'unir-se a Twitter, Apatow va destacar per tindre un gran nombre de seguidors en línia, cosa que la va ajudar a convertir-se en col·laboradora del lloc web Hello Giggles de Zooey Deschanel com a escriptora i entrevistadora. El seu treball al lloc, així com els seus papers interpretatius, li van valer un lloc a la llista Forbes 30 Under 30 el 2012. El compte de Twitter d'Apatow va ser nomenat un dels "Millors comptes de Twitter de 2013" per la revista Time. El 2015, Apatow va interpretar a un membre del públic a la pel·lícula Pitch Perfect 2. Aquell mateix any, també va aparèixer a la quarta temporada de la sèrie de comèdia d'HBO Girls com a Cleo. Va aparèixer en tres episodis de la sèrie, en què el seu pare era productor executiu.

### 2016 – actualitat
Apatow va aparèixer com a Alexandra Mulcahey a la pel·lícula de comèdia i drama Other People del 2016, que va ser el seu primer paper principal en una pel·lícula que no implicava al seu pare. El 2017 va interpretar el paper de Meredith Whitcomb a la pel·lícula The House of Tomorrow i va debutar com a directora amb el curtmetratge Don't Mind Alice, que va escriure i codirigir al costat d'Olivia Rosenbloom.
El 2018, Apatow va actuar com a Grace a la pel·lícula Assassination Nation. El director de la pel·lícula, Sam Levinson, va incloure posteriorment a Apatow com personatge principal a la seva sèrie dramàtica d'HBO Euphoria, que va debutar el 2019. Protagonitza Lexi Howard a la sèrie, un paper que Levinson va escriure específicament per a Apatow. El 2020, va coprotagonitzar la pel·lícula de drama i comèdia del seu pare The King of Staten Island, com a germana del personatge de Pete Davidson.
Apatow va fer el seu debut teatral a Nova York el 2023, substituint Lena Hall com a Audrey en una producció de Little Shop of Horrors d'Alan Menken i Howard Ashman, amb un període previst de febrer a abril.
El 2022, una publicació viral a les xarxes socials de Meriem Derradji va descriure Apatow com una "nepo baby" per les seues connexions familiars a la indústria de l'entreteniment. Això va fer que el terme "nepo baby" tingués tendència a TikTok, ja que els usuaris van assenyalar nombroses altres celebritats amb antecedents similars. El terme va assolir una major notorietat després que Nova York publicés una funció de final d'any que va anomenar 2022 "L'any del Nepo Baby", amb una portada que representava Apatow entre d'altres.

## Filmografia

### Pel·lícules
| Any  | Títol                     | Personatge         | Notes                                    |
| ---- | ------------------------- | ------------------ | ---------------------------------------- |
| 2005 | Verge als 40              | N/D                | Escenes eliminades                       |
| 2007 | Knocked Up                | Sadie              |                                          |
| 2009 | Funny People              | Mable              |                                          |
| 2012 | This Is 40                | Sadie              |                                          |
| 2015 | Pitch Perfect 2           | Girl in Audience   |                                          |
| 2016 | Other People              | Alexandra Mulcahey |                                          |
| 2017 | The House of Tomorrow     | Meredith Whitcomb  |                                          |
| 2017 | Don't Mind Alice          | N/D                | Curtmetratge, també guionisa i directora |
| 2018 | Assassination Nation      | Grace              |                                          |
| 2020 | The King of Staten Island | Claire Carlin      |                                          |
| 2025 | One of Them Days          | Bethany            |                                          |

### Televisió
| Any          | Títol     | Personatge         | Notes                |
| ------------ | --------- | ------------------ | -------------------- |
| 2015         | Girls     | Cleo               | 3 episodis           |
| 2019–present | Euphoria  | Lexi Howard        | Personatge principal |
| 2020         | Hollywood | Henrietta Castello | 5 episodis           |